# Luís Oliveira Gonçalves
Luís Oliveira Gonçalves (* 22. Juni 1960 in Angola) ist ein angolanischer Fußballtrainer. In seinem Heimatland gilt er als Volksheld und wird aufgrund seiner taktischen Trainerfähigkeiten auch Professor genannt.

## Spielerkarriere
Als Spieler schaffte es Gonçalves nie über die zweite angolanische Liga hinaus und konnte somit auch keine nennenswerten Erfolge erreichen. Unter anderem spielte er bei Sportivo Moata y Compania.

## Trainerkarriere
Gonçalves trainierte von 2003 bis 2009 die Angolanische Fußballnationalmannschaft. Vor diesem Engagement war er zunächst der Trainer des dortigen U-20-Nationalteams. Mit dieser Mannschaft gewann er 2001 die U21-Afrikameisterschaft. Nach der Übernahme der A-Nationalmannschaft konnte er den größten internationalen Erfolg in der bisherigen Geschichte des angolanischen Fußballs erringen. In der Qualifikation zur Fußball-Weltmeisterschaft 2006 ließ man Nigeria hinter sich und konnte somit erstmals an der Endrunde einer Weltmeisterschaft teilnehmen. Als Außenseiter gehandelt, traf man dort in der Gruppe D auf die Mannschaften aus Portugal, Mexiko und dem Iran. Entgegen den Erwartungen zeigte Gonçalves’ Team viele taktische Finessen und verlor im ersten Spiel nur knapp mit 0:1 gegen Portugal. In den beiden anderen Partien schaffte das Team zwei Unentschieden und schied somit als Gruppendritter aus. Dennoch galten die Angolaner mit ihrer ausgezeichneten Abwehrarbeit und den schnellem Konterfußball als eine der positiven Überraschungen des Turniers. Auch der vereinslose Torhüter João Ricardo, den Luís Gonçalves reaktiviert hatte, konnte durch gute Leistungen überzeugen. Gonçalves  war außerdem der einzige afrikanische Trainer bei dieser Weltmeisterschaft.